# HELMA-P
 (juin 2023).
La mise en forme du texte ne suit pas les recommandations de Wikipédia : il faut le « wikifier ».
Les points d'amélioration suivants sont les cas les plus fréquents :
- Les titres sont pré-formatés par le logiciel. Ils ne sont ni en capitales, ni en gras.
- Le texte ne doit pas être écrit en capitales (les noms de famille non plus), ni en gras, ni en italique, ni en « petit »…
- Le gras n'est utilisé que pour surligner le titre de l'article dans l'introduction, une seule fois.
- L'italique est rarement utilisé : mots en langue étrangère, titres d'œuvres, noms de bateaux, etc.
- Les citations ne sont pas en italique mais en corps de texte normal. Elles sont entourées par des guillemets français : « et ».
- Les listes à puces sont à éviter, des paragraphes rédigés étant largement préférés. Les tableaux sont à réserver à la présentation de données structurées (résultats, etc.).
- Les appels de note de bas de page (petits chiffres en exposant, introduits par l'outil «  Source ») sont à placer entre la fin de phrase et le point final[comme ça].
- Les liens internes (vers d'autres articles de Wikipédia) sont à choisir avec parcimonie. Créez des liens vers des articles approfondissant le sujet. Les termes génériques sans rapport avec le sujet sont à éviter, ainsi que les répétitions de liens vers un même terme.
- Les liens externes sont à placer uniquement dans une section « Liens externes », à la fin de l'article. Ces liens sont à choisir avec parcimonie suivant les règles définies. Si un lien sert de source à l'article, son insertion dans le texte est à faire par les notes de bas de page.
- La présentation des références doit suivre les conventions bibliographiques. Il est recommandé d'utiliser les modèles {{Ouvrage}}, {{Chapitre}}, {{Article}}, {{Lien web}} et/ou {{Bibliographie}}. Le mode d'édition visuel peut mettre en forme automatiquement les références.
- Insérer une infobox (cadre d'informations à droite) n'est pas obligatoire pour parachever la mise en page.

Pour une aide détaillée, merci de consulter Aide:Wikification.
Si vous pensez que ces points ont été résolus, vous pouvez retirer ce bandeau et améliorer la mise en forme d'un autre article.
Le  HELMA-P (acronyme de l’anglais High Energy Laser for Multiple Applications-Power, en français « Laser haute énergie à applications multiples-puissance ») est un système de lutte antiaérienne contre les drones dans un premier temps, puis contre les missiles, les obus, les mines… à l'avenir, développé par l’entreprise française Compagnie industrielle des lasers (CILAS). Le laser, spécialité de l’entreprise permet d’aveugler les capteurs d’un objet hostile, voire de faire fondre ou de brûler la structure, entraînant sa destruction. Le HELMA-P peut être déployé de manière fixe au sol, ou monté sur des véhicules terrestres ou des navires. Des tests ont été réalisés dans les différentes configurations. Son entrée en service dans les armées françaises est prévue vers 2024.

## Conception
La Compagnie industrielle des lasers (CILAS) pionnière du laser en France depuis 1966, est une PME basée à Orléans, qui emploie 260 salariés et réalise un chiffre d'affaires annuel de 47M€, dont 60% sur le secteur de la défense. Elle produit notamment des désignateurs laser, comme par exemple le DHY3. CILAS était détenue par les entreprises françaises de défense Safran et MBDA, et également une filiale d’ArianeGroup. Mais la PME a rencontré des difficultés financières, ce qui a poussé le groupe Areva à céder sa participation (37%) à Lumibird, le chef de file européen dans le domaine des lasers. Lumibird est aussi un fournisseur mondial de diodes laser, notamment pour le domaine spatial. Lumibird s’était déclaré intéressé pour racheter le reste des actions (63%) afin de détenir seule la PME. Certains concurrents de Safran et de MBDA se sont inquiétés de ce rapprochement avec CILAS, ce qui a motivé une enquête de la Commission européenne, dans le cadre de la procédure de contrôle des concentrations. La Commission a conclu que la transaction ne créait pas de problème de distorsion de concurrence. Toutefois, ArianeGroup a annoncé son intention de se désengager de CILAS et de revendre sa participation dans le capital de la PME. ArianeGroup a annoncé en décembre 2021 être entré en négociations avec Safran Electronics & Defense (SED) et MBDA France pour que celles-ci lui rachètent ses parts, Lumibird conservant sa participation minoritaire.
La menace des drones est prise très au sérieux par les armées du monde entier, les conflits récents (en Syrie, en Libye, au Haut-Karabagh et en Ukraine) ayant démontré la redoutable efficacité des drones de reconnaissance, ou utilisés comme « kamikazes » avec une charge explosive, pour un coût dérisoire par rapport aux dommages qu’ils peuvent causer. Leur technologie devient accessible aux ennemis dits « asymétriques » ou aux groupes armés terroristes comme l’État islamique (EI ou Daech), qui ont mené durant le printemps 2017 des centaines d’attaques avec des drones rudimentaires mais redoutables, désignés en anglais air-borne improvised explosive devices (ABIEDs), une évolution aérienne des engins explosifs improvisés (IED) terrestres.
En matière de lutte anti-drones (LAD), quasiment tous les modes opératoires possibles font l’objet de recherches. La plupart des solutions mises en œuvre actuellement reposent sur le brouillage de la liaison entre le drone et sa station de contrôle. Toutefois, leur autonomie croissante immunise certains drones contre le brouillage, comme les munitions « rôdeuses » ou « vagabondes » et les drones dotés d’une intelligence artificielle. Il devient donc nécessaire de développer de nouveaux moyens capables de neutraliser n’importe quel type de drones, du plus rudimentaire au plus évolué.
Le HELMA-P s’inscrit dans cette logique, en utilisant un laser de 2 kilowatts, ce qui est suffisant pour abattre un drone hostile à un kilomètre de distance. Il peut être associé à différents systèmes de détection : radar, acoustique, optique... De plus, sa logistique est réduite, puisque aucune munition n’est à manipuler. L'intérêt d'un canon laser est qu'il est exempt d'explosifs, ce qui permet de l'embarquer sans risque sur un navire. Enfin, le coût d'un tir laser n’est que de quelques euros, ce qui en fait l'arme la plus efficace, du point de vue qualité/prix, contre les drones dont le coût de production est faible, alors qu’un missile antiaérien coûte plusieurs dizaines de milliers d'euros. L’arme est donc très économique. Le HELMA-P n'est toutefois pas un système unique au monde, Israël ayant développé le système Iron Beam et les États-Unis travaillant également sur des armes dites « à énergie dirigée », qui produisent un rayon de lumière à très haute énergie, capable de « brûler » en quelques secondes un engin volant.
Le HELMA-P se compose d’un boîtier, monté sur un trépied, qui contient un système de détection du drone, de pointage qui permet de le suivre, et un laser qui permet de le neutraliser. Le système remplit à lui seul les trois objectifs de la lutte anti-drone, « détecter, caractériser, neutraliser ». La tourelle est pilotée par un seul opérateur, via une interface homme-machine, et pivote sur les deux axes horizontal et vertical, avec un ensemble de capteurs optiques et une arme laser d’une puissance de 2 kilowatts. Selon CILAS, son laser peut atteindre des cibles jusqu’à un kilomètre, soit trois à quatre fois plus loin que les autres technologies concurrentes.

## Développement
Le système HELMA-P a été conçu en collaboration entre CILAS et ArianeGroup et avec le soutien de l’Agence de l'innovation de défense (AID) et de la Direction générale de l'Armement (DGA) du ministère des Armées français. Son développement a commencé en 2017 et s’est déroulé jusqu’en 2019. Dans le cadre du marché « Laser de lutte anti-drones » (L2AD), d’un budget de 10 millions d’euros, la DGA a commandé à CILAS un premier prototype opérationnel du HELMA-P. Trois effecteurs laser de 2 kW - très probablement des HELMA-P - sont commandés en juillet 2024 par le ministère des Armées pour être livrés en 2025 afin de répondre à une urgence opérationnelle.

## Essais au sol
Plusieurs démonstrations, réalisées sous le contrôle de l'Agence de l'innovation de Défense (AID), ont prouvé l’efficacité du HELMA-P, avec un succès systématique des tirs. Une première campagne de tests a été menée en novembre 2020 sur le site de la DGA « Essais de Missiles » (EM) à Biscarrosse (Landes), dans le sud-ouest de la France. Au total, cinq semaines d’essais ont eu lieu entre fin 2020 et 2021. Plusieurs tirs ont été réalisés en conditions opérationnelles réelles, sur différents modèles de drones, à une distance allant jusqu’à 1 kilomètre. Les résultats se sont montrés prometteurs dès la première semaine d’essais, notamment en raison du temps de neutralisation qui s’est avéré très court. Concrètement, le HELMA-P est capable de « griller » un drone à 1000 mètres en moins de dix secondes. Les quatre autres semaines d’essais ont permis d’évaluer l’arme contre d’autres modèles de drones, et dans des conditions différentes, notamment d’altitude.
La ministre des Armées française Florence Parly a assisté le 7 juillet 2021, toujours sur le site DGA-EM de Biscarrosse, à une démonstration de la destruction en vol d’un mini-drone, la dernière de la campagne d’essais qui se terminait. La démonstration a été un succès, le drone détruit étant le 38ème de la campagne, qui a réalisé 100 % de coups au but. Et cependant les conditions climatiques étaient très défavorables, sous une pluie battante avec couverture nuageuse et plafond assez bas. Ce tir laser de neutralisation sous la pluie était une première pour la DGA, mais également la première démonstration de ce type revendiquée par un pays européen. Seuls les États-Unis et Israël sont plus avancés dans ce domaine, d’après le ministère des Armées français,.

## Essais en mer
Les premiers essais de neutralisation ont été réalisés dans les conditions les plus faciles, avec l’arme posée sur son trépied. Mais il est plus délicat d'opérer efficacement un tir laser depuis une plateforme mobile, comme un véhicule en mouvement ou un navire. HELMA-P est toutefois conçu pour être intégré sur un véhicule terrestre, comme ceux du programme Scorpion. Le volume nécessaire à l’alimentation du système en énergie électrique est compatible avec le VBMR Griffon, ou avec le futur Véhicule blindé d'aide à l'engagement (VBAE) prévu par la prochaine loi de programmation militaire. Dès juillet 2021, il avait été annoncé à l’issue de la démonstration à Biscarrosse le lancement d’une étude visant à l’adapter sur un véhicule et sur une plateforme navale. Florence Parly avait souhaité que l’arme soit expérimentée sur les bâtiments de la Marine nationale dès le premier semestre 2022. Elle souhaitait qu’une solution navalisée soit proposée par CILAS pour contribuer à la protection des bâtiments militaires. L’objectif à terme est d’équiper tous les navires de la Marine nationale, notamment les frégates ou patrouilleurs FREMM et FDI, qui sont amenés à passer des zones dangereuses ou côtières où des menaces asymétriques peuvent être présentes, comme les objets flottant en mer ou les Fast Attack Crafts (FIAC).
Les tests maritimes étant la suite logique des essais terrestres, un essai (couronné de succès) a été effectué en juin 2022 sur un navire, en mer Méditerranée, à bord de la frégate de défense aérienne Forbin. Il s’agissait de tester la stabilité et la qualité du tir en environnement marin. Le HELMA-P, monté sur la plage porte-hélicoptère de la frégate, a réussi entre le 12 et le 14 juin à détruire en quelques secondes des drones approchant le bâtiment,,,.

## Emplois futurs
Après le succès des tests, il reste à CILAS à « militariser » l’arme pour qu'elle soit à la fois résistante et infaillible. CILAS prévoit aussi d'augmenter sa puissance tout en la miniaturisant. Il faut également développer un ensemble de « protections matérielles et logicielles » afin de pouvoir l’utiliser en sécurité, et définir un concept d’emploi. Les enjeux du projet L2AD sont donc encore nombreux. Outre la lutte contre les drones, le HELMA-XP (Extra Power), actuellement en développement, pourrait avoir d’autres applications offensives ou défensives, comme :
- la destruction d’autres types d’armes : missiles, roquettes et obus de mortier, ce que les Américains appellent C-RAM (Counter Rocket, Artillery and Mortar) ;
- l’autoprotection d’un porteur terrestre par la neutralisation des engins explosifs improvisés (IED), qui permettra à la fois la protection des convois et l’ouverture de routes ;
- la neutralisation des moyens optroniques d’un adversaire pour réduire le potentiel adverse, par exemple lors d’opérations spéciales : neutralisation de capteurs de lumière ou d’antennes relais, ou encore brouillage des caméras de sécurité[6],[2],[7].

L’armée française espère que le système sera opérationnel à temps pour assurer la protection des événements majeurs à venir, tels que la Coupe du monde de rugby (en 2023) ou les Jeux olympiques d'été de 2024 de Paris,,,, les premiers JO organisés en France depuis les Jeux olympiques d'hiver de 1992 à Albertville. En fonction du niveau de menace que représente un drone intrus dans le périmètre interdit de survol, il sera possible pour les forces de l’ordre d’avoir plusieurs types de réponse : on peut simplement « éblouir » un drone indiscret en pointant le faisceau droit sur sa caméra, ou le neutraliser en augmentant l’intensité du laser et en visant les points sensibles du drone, comme le compartiment des batteries. L’intérêt du HELMA-P est qu’il ne tire aucun projectile physique. Non seulement les opérateurs n’ont pas à gérer un stock de munitions, ce qui est un avantage logistique considérable, mais surtout aucun projectile ne peut retomber sur le public, ce qui très important pour la sécurité des spectateurs. Le concept n’est pas parfait pour autant, car même une fois intercepté, le drone pourrait encore être dangereux. La charge serait susceptible d’exploser au moment de la chute, voire plus tard, après que le public s'est massé autour de cet objet intriguant tombé du ciel.

## Version portable
En novembre 2024, lors des Journées nationales de l’infanterie [JNI] à Draguignan, CILAS présente le HELMA-LP, un fusil laser portable. Les trois premiers exemplaires de série ont été commandés afin de poursuivre l’expérimentation dans les forces, après huit ans de travaux et d’essais confidentiels. Équipé d’un laser basse puissance, le HELMA-LP s’avère efficace jusqu’à 500 mètres, grâce à sa capacité à concentrer sa puissance sur une surface réduite. L'usage requiert cependant le maintien du faisceau par pointage manuel. L’efficacité dépendra de la distance, de la vitesse d'un drone et de la dextérité du tireur, mais d'autres cibles sont possibles. Selon l’armée de Terre « Son faisceau laser peut enflammer à distance du matériel, perforer des matériaux, briser des vitres blindées et même faire exploser des IED et des mines à distance, ce qui le rend particulièrement intéressant pour les groupes en appui ».